# Dolina Hlińska

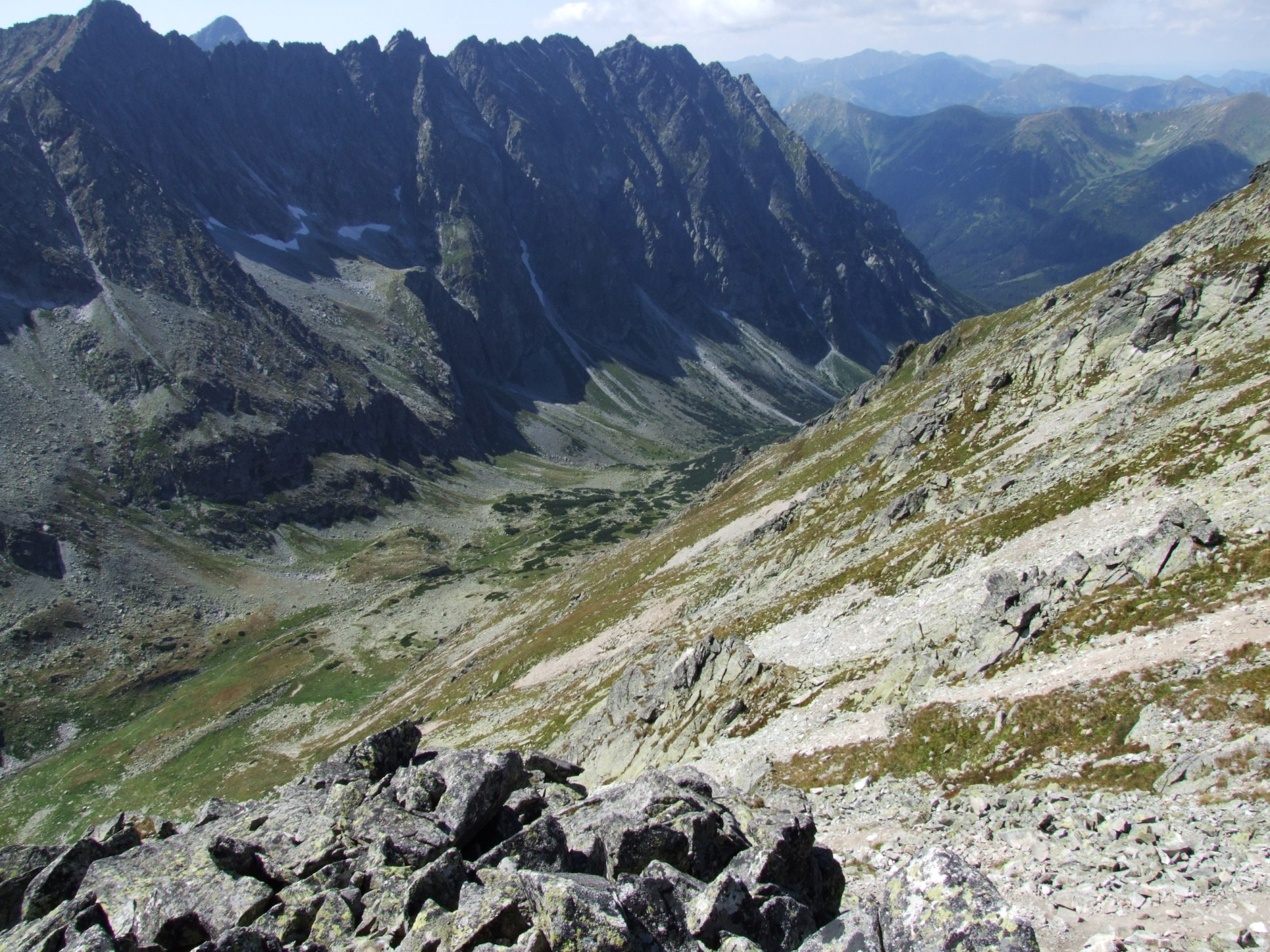
Górne piętro Doliny Hlińskiej Widok z Koprowej Przełęczy

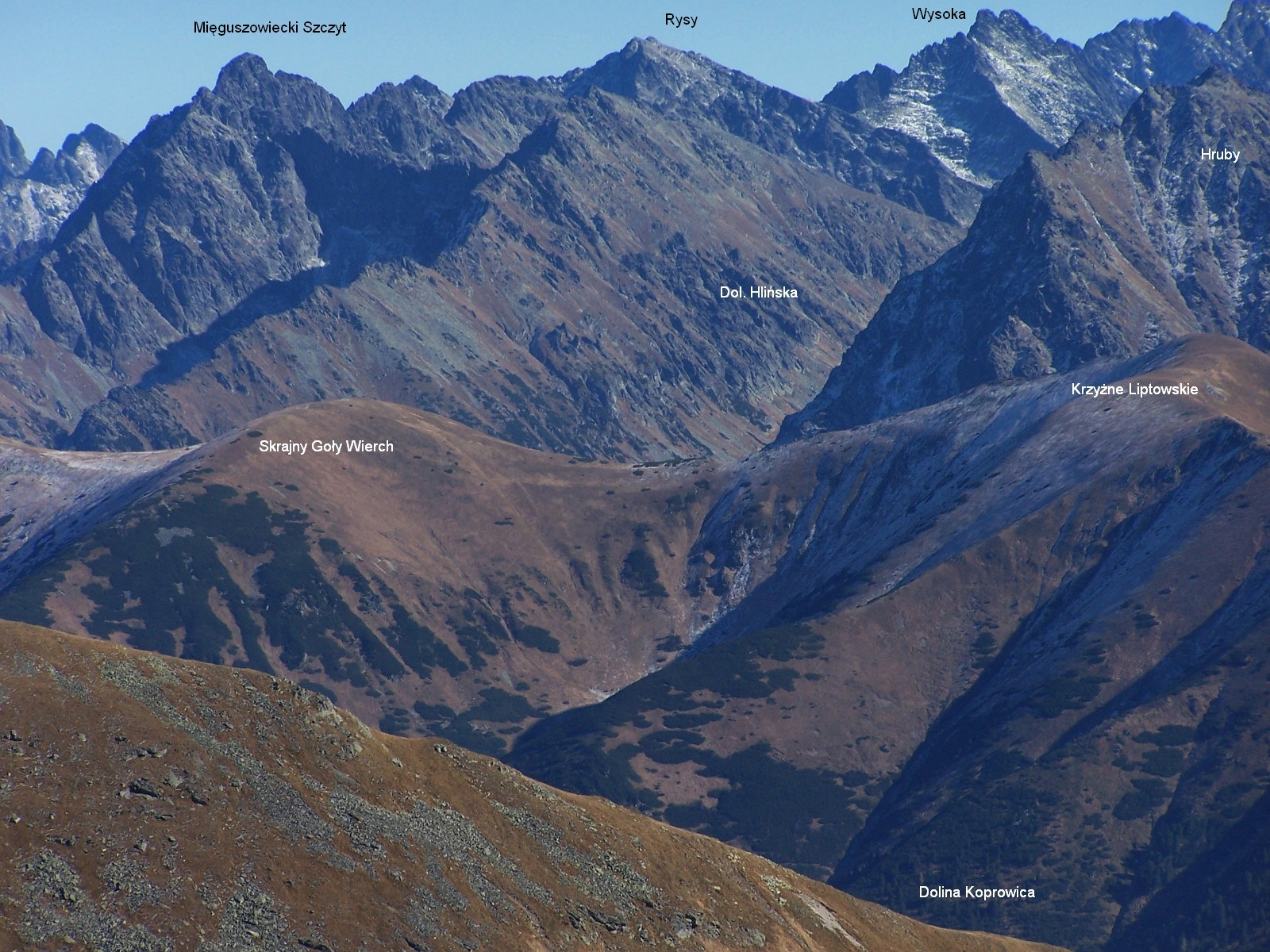
Widok na Hlińską Dolinę z Błyszcza

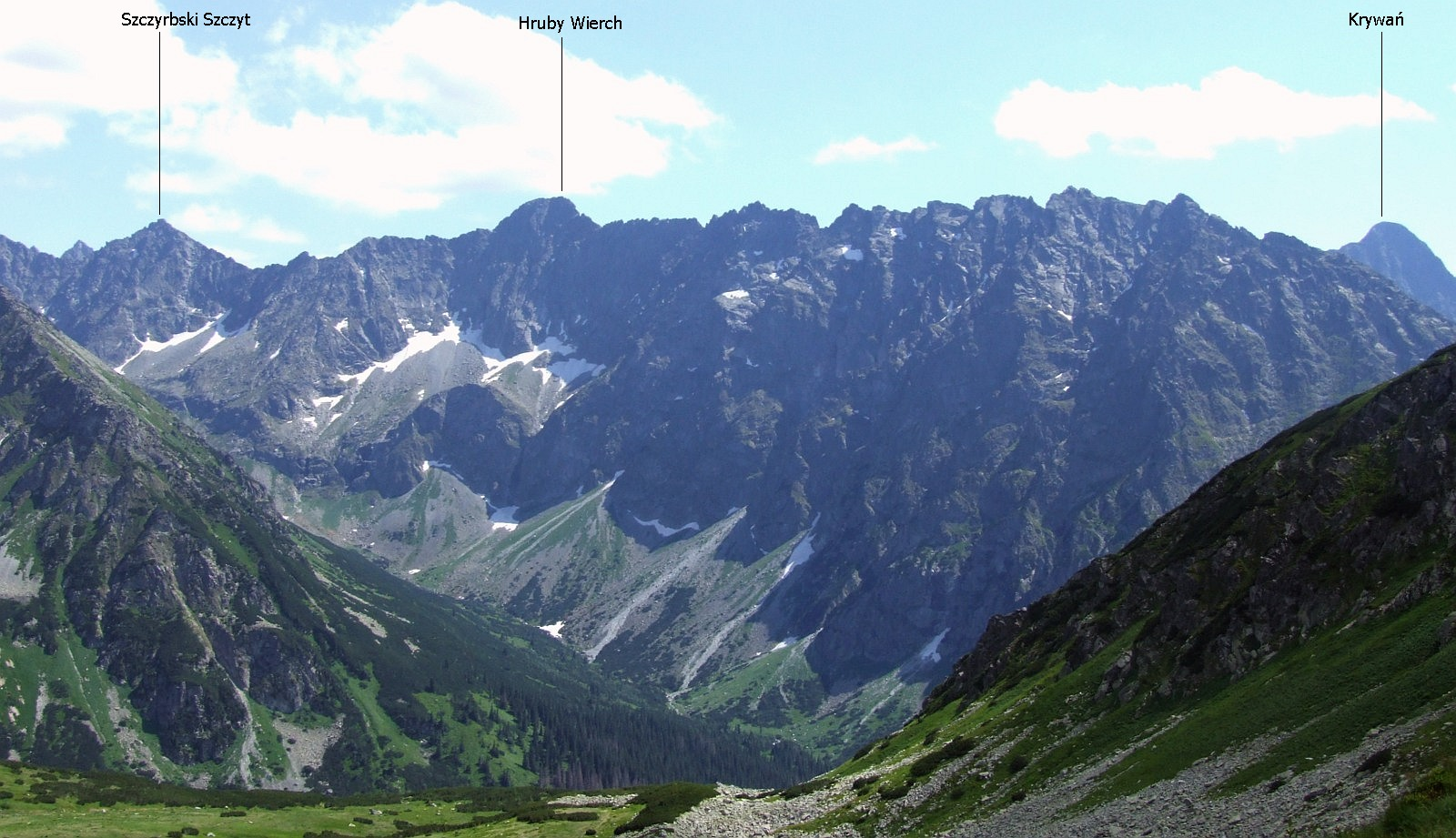
Dolina Hlińska, widok z Zaworów

Dolina Hlińska (niem. Hlinskatal, słow. Hlinská dolina, węg. Hlinszka-völgy) – dolina w słowackich Tatr Wysokich będąca bocznym odgałęzieniem Doliny Koprowej (Kôprová dolina) odchodzące w jej górnej części w kierunku południowo-wschodnim. Dolina Hlińska ma długość ok. 3,0 km i jest jedną z trzech największych dolin należących do systemu Doliny Koprowej.

## Topografia
Granice Doliny Hlińskiej tworzą:
- od północy Pośredni Wierszyk i Koprowy Wierch,
- od wschodu grań od Koprowego Wierchu przez Wyżnią Koprową Przełęcz po Hlińską Turnię,
- od południa grań od Hlińskiej Turni po Garajową Strażnicę[2].

Dolina Hlińska odgałęzia się od Doliny Koprowej w Ciemnych Smreczynach. Na całej swojej długości wznosi się dość równomiernie, brak w niej progów lodowcowych i jezior. Jej dnem płynie Hliński Potok (Hlinský potok).

## Opis doliny
W okresie zlodowaceń pokrywał ją lodowiec grubości około 200 m i długości 2,5 km. Nadał on dolinie dziki wygląd, który potęgują podcięte niemal na pionowo i wysokie na 600 m ściany Grani Hrubego – jedne z największych tego typu ścian skalnych w Tatrach. Dolina Hlińska w dolnej części jest porośnięta lasem, a w górnej dzika i skalista. Pod północnymi ścianami Grani Hrubego znajdują się dwa kotły lodowcowe: Wielki Ogród (Veľká Záhradka) oraz Mały Ogród (Malá Záhradka). Kotły oddzielone są od głównej części doliny wysokimi, skalnymi progami. Dnem doliny prowadzi szlak turystyczny z Doliny Koprowej przez Wyżnią Koprową Przełęcz do Doliny Mięguszowieckiej (Mengusovská dolina). Z przełęczy jest możliwość podejścia na Koprowy Wierch.
Dawniej Dolina Hlińska była ulubionym przez kłusowników miejscem polowań na kozice. W 1887 r. poeta Franciszek Henryk Nowicki w czasie wycieczki z przewodnikiem Klimkiem Bachledą naliczył ich 80. Obecnie również często tutaj przebywają. Pochodzenie nazwy doliny nie jest znane. Przez turystów odwiedzana jest rzadko, nawet w szczycie sezonu ruch turystyczny jest tutaj niewielki. Pierwszymi znanymi z nazwiskami osobami w dolinie byli Edward Homolacs, Stanisław Homolacs, Władysław Koziebrodzki, Ernst Schauer, Józef Stolarczyk, Stanisław Władzicki i przewodnicy Krzeptowscy, Samek, Maciej Sieczka i Jędrzej Wala (starszy) z pięcioma tragarzami. Zimą pierwsi byli w dolinie E. Baur i Alfred Martin 18 marca 1906 r.

## Szlaki turystyczne
Rozdroża w Hlińskiej – Dolina Hlińska – Wyżnia Koprowa Przełęcz. Czas przejścia: 2:15 h, ↓ 2 h.